# Nikołaj Karpol
Nikołaj Wasiljewicz Karpol, ros. Николай Васильевич Карполь (ur. 1 maja 1938 we wsi Bereźnica, powiat kosowski, województwo poleskie) – trener siatkarek rosyjskich, uznawany za najlepszego trenera w historii siatkówki kobiecej. Jest także najbardziej utytułowanym szkoleniowcem. Został przyjęty do amerykańskiej galerii sław siatkarskich – Volleyball Hall of Fame.
Trenerem żeńskiej reprezentacji ZSRR po raz pierwszy był w latach 1979–1982. Powrócił na to stanowisko jeszcze raz w 1988 roku i pełnił je do 2004 roku, kiedy Rosjanki zdobyły srebro na igrzyskach olimpijskich. Później był trenerem klubu Urałoczka Jekaterynburg.
Pod jego wodzą radziecka kadra zdobyła olimpijskie złoto w 1980 i 1988 roku. Zdobywał także złota na Mistrzostwach Świata w 1990 roku oraz na rozgrywkach World Grand Prix w 1997, 1999, 2002, w Pucharze Wielkich Mistrzyń w 1997 roku oraz, aż siedmiokrotnie na Mistrzostwach Europy: 1979, 1989, 1991, 1993, 1997, 1999 i 2001 roku. Zdobył także srebro na Igrzyskach Olimpijskich w 2000 i 2004, Pucharze Świata w 1999 roku oraz trzykrotnie brąz Mistrzostw Świata w latach 1994, 1998 i 2002.
Został odznaczony m.in. Orderem „Za zasługi dla Ojczyzny” III klasy, Orderem Czerwonego Sztandaru Pracy i Orderem Przyjaźni Narodów.